# Riapałowo
Riapałowo (ros. Ряпалово) – wieś w Rosji, w rejonie mieżdurieczeńskim obwodu wołogodzkiego. W 2010 r. liczyła 2 mieszkańców.